# Macrodiplophyllum microdontum
Macrodiplophyllum microdontum là một loài rêu tản trong họ Scapaniaceae. Loài này được (Mitt.) Perss. miêu tả khoa học lần đầu tiên năm 1949.